# Sprättebrunnskvarteret

Sprättebrunnskvarteret var ett kvarter i Skänninge stad. Kvarteret låg i östra delen av staden.